# خلیل ملکی
خلیل ملکی (۱۲۸۰ – ۲۲ تیر ۱۳۴۸) نظریه‌پرداز و سیاست‌مدار معاصر ایرانی و از گروه ۵۳ نفر از رهبران حزب توده بود که بعدها از حزب توده منشعب شد. همچنین او از بنیانگذاران جبههٔ ملی اول بود. او در ملی شدن نفت فعالیت داشت و در این دوران،  رهبری حزب نیروی سوم را بر عهده داشت.
ملکی علی‌رغم داشتن اختلاف عقیده با محمّد مصدّق در بسیاری مسائل، تا پایان کار وی در شمار یاران نزدیک وی ماند اما پس از کودتای ۲۸ مرداد طی بیانیه‌ای این واقعه را تنها تغییر دولت خواند.

## کودکی
خلیل ملکی در سال ۱۲۸۰ (۱۹۰۱ میلادی) در تبریز به دنیا آمد. پدرش بازاری، و از طرفداران انقلاب مشروطه بود. خلیل در کودکی خشونت و هیجان انقلاب را به چشم دید. هنوز دانش آموز ابتدایی بود که پدرش را از دست داد. مادرش دوباره ازدواج کرد، و در نتیجه آن خانواده آن‌ها به اراک کوچ کرد، و ملکی تحصیلش را در این شهر ادامه داد. او برای دورهٔ دبیرستان به تهران رفت و در مدرسه فنی آلمانی‌ها ثبت نام کرد.
یک بار یکی از معلمان مدرسه فنی آلمانی‌ها به یکی از دانش آموزان سیلی می‌زند. دیگر دانش آموزان از این کار خشمگین می‌شوند و تصمیم به اعتصاب می‌گیرند، و خواستار اخراج آن معلم می‌شوند. ملکی با طرح آنچه به گمان او مطالبات غیرمعقول بود مخالف بود. در تمام زندگی ملکی، سیاست برای او هنر ممکنات بود. اما با اولین هشدار مدیریت مدرسه صف دانش اعتصاب کنندگان برهم خورد و تقریباً همگی سر کلاس برگشتند. در این بین ملکی استثنا بود. او بر سر موضعش ایستاد و در نتیجه از مدرسه اخراج شد. او افسرده شده بود. به فکر پناه بردن به اتحاد شوروی افتاد که تنها کشور همسایه‌ای بود که کوچکترین امیدی به آن داشت اما پیش از دست‌زدن به اقدامی با کمک‌های یک دوست دوباره به مدرسه فنی برگشت.

## تحصیلات
او در زمان رضاشاه بورسیه دولتی برای تحصیل در خارج از کشور را دریافت کرد و در مهر ماه ۱۳۰۷ به همراه گروهی از دانشجویان، که بعضی از چهره‌های سیاسی آینده ایران همچون مهدی بازرگان و کریم سنجابی در میان آن‌ها بودند، به آلمان رفت تا در رشته شیمی تحصیل کند.
آلمان دوره جمهوری وایمار محل تلاقی نازیسم و کمونیسم بود و زیاد طول نکشید که ملکی هم به حلقهٔ کوچکی از دانشجویان چپ‌گرای ایرانی به رهبری تقی ارانی پیوست. او در خاطراتش می‌نویسد: «ما کمونیسم را انتخاب نکردیم. کمونیسم ما را انتخاب کرد.»
خلیل ملکی می‌نویسد «از زمان تحصیل در برلین به کائوتسکی، سوسیالیسم دموکراتیک و سوسیال دموکرات‌های آلمان، بیش از لنین، کمونیسم مستبدانه و بلشویک‌های روسی گرایش داشته‌است.»
با چنین تفسیری که ملکی از خود به دست می‌دهد او را باید سوسیالیست دموکرات خواند که با مارکسیست‌های کلاسیک زاویه‌ای جدی داشتند. از این جهت باید گفت دیدگاه‌های اقتصادی و سیاسی تقی ارانی تقریباً تأثیری بر خلیل ملکی نداشته‌است.
ملکی کمتر از دو سال در آلمان تحصیل کرد. به دنبال ماجرایی بورس تحصیلی‌اش قطع شد، به ایران بازگشت و در دانشسرای عالی برای تحصیل فلسفه ثبت‌نام کرد. او بعد از فارغ‌التحصیلی به عنوان دبیر شیمی مشغول به کار شد و در دبیرستان صمصامی اراک به تدریس پرداخت. مدتی هم رئیس دبیرستان صمصامی بود. بنا به گفته شاگردانش وی نفوذی فراتر از مدیر دبیرستان بر شاگردانش داشت. تحصیلات او در رشته شیمی بعدها در بسیاری از نوشته‌های فلسفی او نمود پیدا می‌کند؛ آنجا که خواننده را به نظریات علمی ارجاع می‌دهد و به دفعات جامعه و انسان‌ها را با موجودات بیولوژیک و شیمیایی مقایسه می‌کند.

## ازدواج
ملکی دو سال بعد از بازگشتن از آلمان با صبیحه گنجی آشنا شد که معلم زیست‌شناسی و فرزند علی‌نقی گنجه‌ای ملکی، از بزرگان مشروطه‌خواه تبریز بود. ملکی و صبیحه گنجی نهایتاً با هم ازدواج کردند. همسرش در باقی عمرش استوارترین طرفدارش باقی‌ماند. گفته می‌شود بدون کمک او «ملکی هیچگاه نمی‌توانست کارش را به انجام برساند. همسرش تنها کسی بود که هیچگاه رهایش نکرد.»

## حزب توده
ارتباط ملکی در حول و حوش زمان ازدواجش دوباره با دوستش دکتر تقی ارانی برقرار شد. دکتر ارانی می‌خواست مجله‌ای به‌نام دنیا منتشر کند. این مجله قرار بود به نشر آرا و عقاید بپردازد و گرایش آشکاری به ایده‌های چپی داشت. دیری نگذشت که پلیس همه کسانی که با مجله در ارتباط بودند، از جمله ملکی را دستگیر کرد. آن‌ها ۵۳ نفر بودند و به‌واسطه کتابی از بزرگ علوی مشهور شدند.
بزرگ علوی که نویسنده بود، خود در میان دستگیرشدگان بود و بعدها خاطرات دوران زندانش را در کتابی بنام پنجاه و سه نفر منتشر کرد. از آن موقع تاکنون خاطرات عده زیادی از زندانیان دیگر هم چاپ شده، و اوضاع و روابط درون این گروه در دوران پیش از زندان، و نیز در خود زندان و بعد از آن را شرح داده‌است.
سقوط رضاشاه زندگی ملکی را تغییر داد. او از زندان آزاد شد و به جامعه‌ای پیوست که تازه داشت دموکراسی را تجربه می‌کرد. به استثنای دکتر ارانی که به طرز مشکوکی در زندان درگذشت، بسیاری از اعضای گروه ۵۳ نفر برای تشکیل حزب توده متحد شدند. این حزب از همان بدو تأسیس مرهون اتحاد شوروی بود، و با وجود آرزوها و نیت پاک بسیاری از اعضا، نهایتاً به ابزاری برای پیشبرد سیاست خارجی شوروی و جاسوسی برای این کشور تبدیل شد. ملکی در ابتدا از عضویت در این حزب سر باز زد.
او در خاطراتش از اینکه شاهد فساد و ضعف اخلاقی بسیاری از رهبران حزب بوده حکایت می‌کند. او نهایتاً به نگرانی‌های اولیه‌اش غلبه می‌کند و به حزب می‌پیوندد، و بلافاصله به یکی از نظریه پردازان اصلی آن تبدیل می‌شود. ملکی کمی بعد از پیوستن به حزب با بخش اعظم کادر رهبری حزب دچار تنش می‌شود. نقاط اختلاف و افتراق میان آن‌ها کم نبود. ملکی طرفدار دموکراسی بیشتر در درون حزب و استقلال بیشتر نسبت به شوروی و توجه بیشتر به واقعیات ایران بود. این اختلافات در زمان بروز مسئله آذربایجان به اوج خود رسید. اتحاد شوروی از سال ۱۳۲۰ (۱۹۴۱ میلادی) این بخش از ایران را اشغال کرده بود، و فرقه دموکرات را در این منطقه تشکیل داده بود. از سال ۱۳۲۳ (۱۹۴۴ میلادی) این حزب بنحو فزاینده‌ای به یک جنبش جدایی طلب به رهبری پیشه‌وری تبدیل شده بود. علاوه بر آن، شوروی به حزب توده دستور داده بود تشکیلاتش در منطقه آذربایجان را منحل کند و از اعضایش بخواهد به فرقه دموکرات بپیوندند. ملکی از طرف کمیته مرکزی حزب برای بررسی وضعیت و تهیه گزارش به آذربایجان اعزام شد. او در آنجا با وضعیت هولناکی روبرو شد. شوروی‌ها مثل یک نیروی اشغالگر رفتار می‌کردند، و افسران آن‌ها حتی با کمونیست‌های ایرانی هم برخوردی تحقیرآمیز داشتند. ملکی صفوف جنبش کمونیست در این منطقه را پر از افراد فرصت طلب یافت. پس از بازگشت از آذربایجان، ملکی حزب را ترک کرد. طرح او نهایتاً در آذر ۱۳۲۶ منجر به بزرگترین انشعاب در حزب توده شد. اهمیت این انشعاب باعث شد روایت‌های زیادی در مورد ریشه و سیر رویدادهای منجر به آن ایجاد شود. حزب توده، درست مانند دیگر احزاب تمامیت‌خواه، ادعا کرد که ملکی از حزب «اخراج شده». ظاهراً در کتاب‌های مرجع مارکسیسم هیچ‌کس نمی‌تواند به خواست خود حزب را ترک کند، و همه افراد نامطلوب از آن «اخراج» می‌شوند. روایت رسمی قضیه جدایی ملکی از حزب توده هم همین‌طور بود: او در آستانه اخراج از حزب بوده، و برای همین هم پیشدستی کرده و ادعای «انشعاب» از حزب را کرده‌است.
یرواند آبراهامیان در کتاب ایران بین دو انقلاب، خلیل ملکی را مانند سایر سوسیالیستهای حزب توده معرفی می‌کند و می‌نویسد: «ملکی مسیر چندان متفاوتی را نسبت به دیگر توده‌ای‌های مارکسیست نپیمود که به هر حال او زمانی در حزب توده کنار کامبخش می‌ایستاد و برخی میانه‌روها را منکوب می‌کرد.»
بعد از جدایی از حزب توده، اضطراب و نگرانی ناشی از آن، و از آن مهم‌تر شوک حملات بی‌رحمانه و ترور شخصیت رادیو مسکو و ملازمان ایرانی آن، ملکی را دچار یأس و سرخوردگی شدید کرد. او تصمیم گرفت کلاً از عالم سیاست کنار بکشد و تا آستانه خودکشی پیش رفت.
استراتژی آن‌ها این بود که ملکی را اگر نه آلت دست شاه، دستکم هم پیمان حکومت او و بریتانیایی‌ها نشان دهند. یکی از اولین اقدامات آن‌ها چاپ تلگرافی بود که علی الظاهر امضای ملکی را در پای خود داشت و در روز سوء قصد به جان محمدرضا شاه پهلوی ارسال شده بود. این تلگراف که در یکی از دو روزنامه پر تیراژ آن روزهای تهران چاپ شد، به «حمله ناجوانمردانه و خائنانه» به شاه اعتراض می‌کرد. اعضای بلندپایه حزب توده گمان می‌کردند با این کار ملکی را در وضعیتی دو سر باخت قرار داده‌اند. اگر او جرأت می‌کرد ارسال تلگراف را تکذیب کند، دچار خشم حکومت می‌شد. معنی چنین تکذیبی این بود که او از سوء قصد به جان شاه متأسف نشده‌است. اما اگر همان‌طور که آن‌ها امیدوار بودند، ارسال تلگراف را انکار نمی‌کرد، می‌توانستند او را خائن جا بزنند. آن‌ها همواره تکرار می‌کردند که دلیل بریدن او از حزب این بوده که با حکومت و بریتانیایی‌ها زد و بند کند. ملکی آنان را با صدور بیانیه‌ای در همان روزنامه غافلگیر و ارسال تلگراف کذایی را تکذیب کرد.
پیروان ملکی از سال ۱۳۲۶ خود را حزب نیروی سوم می‌خواندند، عنوانی که ایده مارشال تیتو [رهبر یوگسلاوی] را تداعی می‌کرد که امیدوار بود راهی متمایز از نظام سرمایه‌داری آمریکایی و سوسیالیسم شوروی پیدا کند. در همین دوره بود که ملکی انتشار و ویرایش بخشی از نشریه‌ای را آغاز کرد که بیانگر عقاید و ایدئولوژی «نیروی سوم» بود. آن‌ها معتقد بودند که به نوعی از «کمونیسم و مارکسیسم ایرانی» مستقل از کمونیسم بین‌الملل و با تکیه بر عناصر هویت ملی ایرانیان رسیده‌اند.

## دوره مصدق
ملکی تا سه سال بعد از جدایی دردناکش از حزب توده، فعالیت سیاسی نداشت. اما با بالا گرفتن منازعات بر سر ملی کردن صنعت نفت در اواخر دهه ۲۰ (دهه ۴۰ میلادی)، ملکی تصمیم گرفت دوباره وارد عرصه شود. او این کار را قبل از هر چیز به تشویق جلال آل‌احمد انجام داد. سابقه رفاقت و صمیمیت جلال آل احمد با خلیل ملکی، البته مربوط به ماجرای انشعاب در سال ۱۳۲۶ است، ولی این روابط به تدریج گسترده‌تر و عمیق‌تر شد تا رسید به زمانی که جلال آل احمد علاوه بر کار تدریس، با روزنامه شاهد که توسط مظفر بقایی کرمانی و حسین مکی اداره می‌شد، همکاری داشت، یعنی حدود سال‌های ۱۳۲۸ و ۱۳۲۹. در آن موقع، جلال آل احمد مقالاتی را برای چاپ در روزنامه شاهد از خلیل ملکی می‌گرفت و همین موضوع باعث آشنایی و نزدیکی خلیل ملکی با مظفر بقایی و بازگشتش به عرصه سیاست شد مظفر بقایی کرمانی در آن موقع، یک چهره سیاسی سرشناس ضد کمونیست و جنجالی بود و ملکی هم در همان ایام به درخواست جلال آل احمد به او پیوست. آن‌ها سپس با هم حزب زحمتکشان ملت ایران را تأسیس کردند. برنامه آن‌ها دفاع از دولت محمد مصدق و مبارزه با کمونیست‌ها بود. جلال آل احمد در بقیه عمر ملکی نیز دوست و مدافعی خستگی ناپذیر و قابل اعتماد برای او بود.
حزب زحمتکشان حدود یک سال در زمینه جذب توده مردم و توانایی بسیج آن‌ها برای حمایت از دولت مصدق با حزب توده برابری می‌کرد. اما مجموعه‌ای از اتفاقات به اختلافات فزاینده ملکی و بقایی دامن زد. بقایی هر روز بیشتر از مصدق دلزده می‌شد و از آنچه بیشتر شدن جنبه استبدادی حکومت مصدق می‌خواند انتقاد می‌کرد. اما ملکی در حمایت از مصدق راسخ بود.
مجله نیروی سوم تداعی‌کننده این جریان بود، و نشانه‌ای بود از توانایی ملکی در گرد هم آوردن مردان و زنانی با توانایی ذهنی و هنری بالا. هیئت تحریریه مجله را بعضی از تأثیرگذارترین صداهای ادبیات مدرن ایران تشکیل می‌دادند.
جلال آل‌احمد و همسر نویسنده‌اش سیمین دانشور، و علی زهری به همراه ملکی عضو هیئت تحریریه مجله بودند. علاوه بر آن فهرست بلند بالایی از چهره‌های درخشان هم در مجله می‌نوشتند. برای مثال، شماره ویژه سال نوی آن در سال ۱۳۳۰ حاوی مقاله‌ای بود در مورد جنبش منشور گرایی در انگلستان، و نیز ترجمه شعری از ویستن هیو اودن، مطلبی انتقادی از زندگی روزمره در اتحاد شوروی، مقاله‌ای در تمجید از نقش دانشمندان اسلامی در رشته فیزیک در قرن دوازدهم میلادی، مطلبی انتقادی در مورد علم ژنتیک در شوروی، داستان کوتاهی به قلم توماس مان، و مقاله‌ای از خود خلیل ملکی که در آن به شباهت‌های اتحاد شوروی و آلمان نازی اشاره می‌کند و کمونیست‌های ایرانی طرفدار شوروی را «ستون پنجم» یک دولت امپریالیستی معرفی می‌کند. پشت جلد مجله تبلیغی در مورد انتشار قریب‌الوقوع ترجمه فارسی رمان معروف ضد تمامیت‌خواهی و ضد شوروی آرتور کوستلر، بنام ظلمت در نیمروز است. مترجمان کتاب مرتب در این مجله می‌نوشتند و ارتباطشان با ملکی باعث می‌شد استالینیست‌ها کتاب‌های آن‌ها را در لیست سیاه قرار دهند و آن‌ها را صرفاً «تبلیغات امپریالیستی» بخوانند.
نهایتاً در یک جلسه تبادل نظر دسته‌ای از فعالان حزب که طرفدار ملکی بودند بقایی را به همدستی با دربار متهم کردند، و میان دو طرف برخورد پیش‌آمد. ملکی از جلسه بیرون رفت و حزب زحمتکشان دچار انشعاب شد. از آن پس یاران خلیل ملکی نام حزب خود را «حزب زحمتکشان نیروی سوم» که بنام نهادند که به حزب نیروی سوم معروف شد.

## انحراف تدریجی از مبارزات ملی مصدق
او مصدق را به نداشتن برنامه برای حل مشکلات ایران متهم می‌کرد. درست یک سال پیش از کودتای مرداد ۱۳۳۲ ملکی با ناکافی دانستن مبارزه با دشمن خارجی، مصدق را سرزنش کرد. او می‌گفت دولت هیچ برنامه‌ای برای پایان دادن به نابرابری‌ها در ایران ندارد. او همچنین مصدق را بخاطر ناتوانی در تأسیس یک حزب سیاسی مورد انتقاد قرار می‌داد. ملکی سقوط مصدق را در صورت تغییر ندادن سیاست‌هایش قطعی می‌دانست. او با آنکه مخالف سرسخت بعضی از جنجالی‌ترین تصمیمات نخست‌وزیر (بخصوص تصمیم به برگزاری همه‌پرسی برای انحلال مجلس و در نتیجه دادن بهانه قانونی به شاه برای عزل او از نخست‌وزیری) بود، با وجود مخالفتش با دکتر مصدق، به او گفته بود که «آقای دکتر مصدق راهی که می روی به جهنم است ولی من تا جهنم به دنبال شما می‌آیم». اما در واقع ملکی چنین نکرد.
لازم به ذکر است شاه در نبرد قدرتی که با مصدق داشت، از هر روشی برای شکستن صفوف متحدین مصدق یا به تعبیر دیگر مخالفین خود بهره می جست. یکی از این روشها، برقراری ارتباط و نیز پرداخت مبالغ هنگفت پول به صورت پنهان و به اصطلاح نمک گیر کردن این قبیل اشخاص بود.
پیش از انشعاب  اعضای اصلی حزب زحمتکشان ملت ایران یعنی خلیل ملکی، محمدعلی خنجی، جلال آل احمد و غیره و تشکیل حزب نیروی سوم، دربار و شخص شاه تلاش کردند تا به خلیل ملکی نزدیک شوند و شدند. به نوشته ی مسعود حجازی، علی جلالی، سرپرست مجله ی اطلاعات هفتگی به ملکی مراجعه می کند و اظهار می دارد که عده ای از بازرگانان که علاقمند به نحوه ی مبارزات ما با حزب توده هستند، پیشنهاد کمک مالی برای نشریات ما کرده اند و هیچ گونه شرط و یا درخواستی در برابر این کمک مطرح نمی کنند. چندین ماه بعد یک بار خلیل ملکی گفت آنها (علی جلالی و دوستانش) چند بار مراجعه کرده و هر بار دو یا سه هزار تومان کمک کرده اند که تمامی آنها را در نشریات مصرف کرده ایم. ضمنا ارتباط مستقیم شاه با ملکی نیز از طریق جواد گنجه ای نماینده ی تبریز در مجلس شورای ملی انجام گرفت. گنجه ای به ملکی توصیه کرد که از شاه تقاضای ملاقات نماید.  
روابط پنهان ملکی با دربار، به تدریج باعث تغییر مواضعش نسبت به حوادث روز شد. مدت کوتاهی پس از تشکیل حزب نیروی سوم، یعنی از مهر ماه و آبان ماه سال ۱۳۳۱، خلیل ملکی به تدریج موضع خود را در قبال حمایت از دولت مصدق تغییر داد.
لازم به ذکر است که به اذعان دکتر مسعود حجازی، دکتر خنجی تا حدود یک سال بعد یعنی بعد از کودتا هم از ماجرای پول گرفتن خلیل ملکی خبر نداشت و این اتهام که او از پیش از کودتا به ملکی بابت این موضوع انتقاد میکرد، صحیح نیست.
تا پیش از مصاحبه با دکتر مجتهدی رییس وقت دانشگاه ملی ایران توسط موسسه ی تاریخ شفاهی هاروارد در تاریخ دوازدهم اردی بهشت۱۳۶۵، طرفداران ملکی همه ی شایعات مربوط تامین مالی ملکی توسط دربار را تهمت به وی می دانستند؛ اما این مصاحبه به روشنی از این ماجرا پرده برداشت: 
«یک چیزی یادم آمد ضمناً آنتر پرانتز بگویم، و آن اینست که همان ماه اولی(آذر ۱۳۴۵) که در دانشگاه ملی بودم؛ رئیس حسابداری آمد. به من یک لیستی آورد گفت آقا این را دستور پرداخت بدهید. گفتم اینها چی هستند؟ گفتند اینها هرکدامشان پنج هزار تومان می‌گیرند. گفتم خوب اینها هر دانشکده‌ای که درس می‌دهند همان دانشکده رئیسش…
س- دستورش را بدهد.
ج- بنویسد که این کار انجام داده پول بگیرد. گفت نه اینها در هیچ‌کدام از دانشکده‌ها درس نمی‌دهند و اینها جزو کادر دبیرخانه هستند. گفتم بابت چی؟ آن محصلی که می‌آید اینجا اسم می‌نویسد زیلوی پدرش زیلوی خانه‌اش را می‌فروشد صنار سی شاهی جمع می‌کند می‌آورد چهار هزار و پانصد تومان به دانشگاه می‌دهد، این‌ها ماهی پنج هزار تومان بگیرند. در حدود هفت هشت ده نفر بودند به پنجاه شصت هزار تومان می‌رسید.
س- گمان می‌کنم سمت مشاور داشتند اینها.
ج- بله؟
س- گمان می‌کنم سمت مشاور داشتند آقایان.
ج- سمت مشاور. مشاور هم من ندیدم. من این یک ماه ندیدم. گفتم که اینها این یک ماه که من زندگی اینها را ندیدم، ولی چون خبر ندارم این یک ماه را بپردازید ماه دیگر من، تا ماه دیگر هم تصمیم می‌گیرم.
ماه دیگر رفتم این لبست را بردم پهلوی شاه ، گفتم که والله یک همچین کسانی هستند این اولی هم آقای سرتیپ اسفندیاری است سناتور است ماهی پنج هزار تومان می‌گیرد. آن آقای باهری  است؛ ماهی پنج هزار تومان می‌گیرد. آن خلیل ملکی است؛ ماهی پنج هزار تومان می‌گیرد. آن نمی‌دانم فلان… این ده نفر اسامی را نشان دادم به شاه. و من مخالف دادن این پول‌ها به اینها نیستم ولی مخالف اینم که من از بچه‌های مردم، دانشجویان که پدرانشان اکثراً چیزی ندارند حتی یکی می‌خواهد مجاناً اسم بنویسد من با دشواری مواجهم برای اینکه بودجه‌ام نمی‌رسد، از پول دانشگاه پولی به اینها بدهم. دولت اگر می‌خواهد به اینها پول بدهد مبلغی را در اختیار من بگذارد به اینها بدهم. حرفی نیست. من حرفی ندارم، مخالف نیستم. ولی از وجوه بچه‌ها… شاه این را نگاه کرد و آقای لاجوردی، باور کنید از خون قرمزتر شد.
س- عجب.
ج- شاه پرسید: «این‌ها کی هستند؟ این باهری همان معاون وزارت دربار است؟»
گفتم بله قربان. گفتم آن هم سرتیپ اسفندیاری، نگفتم شوهر خاله‌تان است، سناتور است. «قطع کنید آقا، قطع کنید. این پولها چی چیه. این‌ها کاری انجام نمی‌دهند که. چرا…» همین‌جوری. «قطع کنید.» گفتم که این خلیل ملکی را این‌جور که رئیس حسابداری می‌گفت دربار دستور داده بهش پول بدهند. گفت، «او را دستور می‌دهم از جای دیگر بدهند.»
من خوشحال از در آمدم بیرون و آمدم توی دفترم. تلفنچی گفت که آقای علم  تلفن کرده بود. گفتم بگیر، لابد کار فوری دارد. گرفت. علم گفت، آقا چرا این پولها را نمی‌دهید؟ گفتم کدام پولها؟ گفت که این آقایانی که از آنجا حقوق می‌گیرند. گفتم که کدام آقایان، جناب آقای علم؟ آنهایی که تدریس می‌کنند؟ گفت نه، اینهایی که کمک می‌گیرند. گفتم آنها را اعلیحضرت امر کرده قطع کنم. این‌طوری تلفن را زد زمین که صدای تقش را من شنیدم. 

## پس ازکودتای ۲۸ مرداد
مسعود حجازی به عنوان مسئول شاخه ی جوانان حزب نیروی سوم از نزدیک شاهد مواضع ملکی بود چنین می نویسد: چند روز پس از کودتا، مهندس قندهاریان با دکتر خنجی تماس گرفت و اظهار داشت که با توجه به حوادث و شرایط جدید، سازماندهی نوینی در حزب انجام گرفته است و بالنتیجه رهبری سیاسی از رهبری تشکیلاتی تفکیک شده و یک هیات سیاسی مرکب از ابوالقاسم قندهاریان، محمدعلی خنجی و مسعود حجازی امور سیاسی حزب را رهبری خواهند کرد.
به نظر ما (محمدعلی خنجی و مسعود حجازی) تشکیل هیات رهبری سیاسی جدید پس از کودتای 28 امرداد و ترکیب آن که بدون دخالت دکتر خنجی و من(مسعود حجازی) و بدون شک از طرف خلیل ملکی و سایر اعضای هیات اجرائیه انجام گرفته بود نشان می داد که آقایان متوجه اشتباهات خود شده اند و با درک موقعیت جدید در صدد جبران آن برآمده اند.
با چنین تلقی از اوضاع، ما برای تشکیل جلسه ی هیات سیاسی حزب به منزل قندهاریان رفتیم. پس از صحبتهای مقدماتی اظهار داشتم: ما هر چه زودتر باید اعلامیه ای درباره ی کودتای 28 امرداد منتشر کنیم و موضع قاطع خود را علیه آن اعلام داریم و پیشنهاد کردم اعلامیه را تنظیم و برای انتشار آماده سازیم. قندهاریان ضمن تایید این مطلب اظهار داشت این کار انجام شده و اعلامیه ای تهیه شده که جهت بررسی و تصویب برای هیات سیاسی ارسال شده است.
قندهاریان چند برگ کاغذ کوچک از جیب بیرون آورد و شروع به قرائت آنها کرد و گفت این اعلامیه را خلیل ملکی نوشته است. ما چون خط ملکی را می شناختیم، قبلا متوجه این امر شده بودیم. مفاد اعلامیه بر خلاف انتظار، موجب حیرت و ناراحتی ما شد. در متن اعلامیه یک حمایت خیلی کلی از مصدق و نهضت ملی به عمل آمده بود؛ ولی چند بار به سقوط دکتر مصدق از مقام نخست وزیری تاکید شده و توضیح داده شده بود که یک حزب سوسیالیست نمی تواند حتی دنباله روی ملی ترین دولتها باشد و بعد اعلام گردیده بود که در شرایط حاضر می توانیم هدفهای انقلابی نهضت ملی و حتی اصلاحات داخلی را در چهارچوب قانون اساسی و حکومت مشروطه با وسایل سیاسی و اجتماعی مسالمت جویانه در عین حال جدی و قاطع و مبارزه جویانه به دست آوریم. تقریبا تمام اعلامیه تحت تاثیر خطرات حزب توده و حمله به این حزب قرار گرفته و تصریح شده بود که مبارزه با حزب توده مشکلتر از مبارزه با هیات حاکمه ی پوسیده است و به طور تفصیل برنامه و نحوه ی مبارزه با حزب توده تنظیم شده بود؛ بدون آن که راجع به توطئه ی کودتا و برنامه ی مبارزه علیه آن مطلبی ذکر شود؛ ولی آن چه نفسهای ما را در سینه حبس کرد، قسمت سوم اعلامیه بود:
«مبارزه با هیات حاکمه و حزب توده وسیله و مقدمه برای نتیجه ای است که عبارت از بهبود بخشیدن به وضع طبقه ی سوم است. نباید تصور کرد که در این دوره ی ارتجاع نمی توان به نتایج ممکن رسید. برعکس شاید با کم شدن تناقض دولتها در ایران با سیاست خارجی امکان توجه بیشتری به اصلاحات پیش آید و در صورتی که طبقات مردم به منافع طبقاتی خود پی ببرند و متشکل گردند و از آلت دست شدن آنها و منفی بافی حزب توده جلوگیری شود ممکن است وضع اقتصادی بهتر از گذشته گردد و در این مورد فعالیت حزبی بالعکس حزب توده که فعالیت خرابکارانه دارد فعالیت ساختمانی(سازنده) باشد.» 
در این اعلامیه حتی یک بار عبارت «کودتای ۲۸ امرداد» آورده نشده بود؛ بلکه فقط در اول اعلامیه عبارت «۲۸ امرداد» بدون آن که به کلمه ی کودتا اشاره شود آمده بود. از توطئه ی شاه، دربار و سیاستهای خارجی علیه رهبر نهضت ملی هیچ سخنی به میان نیامده بود.
ما (محمدعلی خنجی و مسعود حجازی) با تعجب و حیرت به قندهاریان گفتیم چگونه ملکی حاضر به نوشتن چنین اعلامیه ای شده است؟ چه پیش آمده که ما باید به این سرعت و با این وضع تغییر جهت دهیم و همه ی گذشته ی خود را فراموش کنیم؟ انتشار این اعلامیه نه فقط همه ی هدفهای ما را نفی خواهد کرد؛ بلکه ما را از نظر سیاسی و اجتماعی نابود خواهد ساخت. مهندس قندهاریان مانند سایر جلسات آرام بود و سخنی نمی گفت. در پایان جلسه تصویب شد که رد این اعلامیه از جانب هیات سیاسی قطعی باشد و راجع به تنظیم متن جدید اعلامیه طبق نظر قندهاریان اقدام شود.
او حزب توده را دشمنی حتی خطرناک‌تر از خود حکومت می‌داند و آن‌ها را «متحجرترین و خطرناکترین نیروی امروز جهان» می‌خواند. موضوع مبارزه با کمونیست‌ها در باقی عمر ملکی موضوع ثابت ایدئولوژی او باقی‌ماند. دومین تجربه حبس طولانی او بعد از وقایع مرداد ۱۳۳۲ پیش‌آمد. ملکی بعد از تسلیم خود برای حدود دو سال زندانی شد. او می‌نویسد بدترین شکنجه‌ها را نه از مأموران پلیس، که از اعضای حزب توده دید که او را دشمن عقیدتی خود می‌دانستند. او بلافاصله پس از آزادی از زندان مطلبی طولانی علیه قرارداد نفتی که ایران قرار بود با کنسرسیوم شرکت‌های نفتی غربی امضا کند نوشت. این متن در اختیار دوست و همفکر قدیمی اش محمد درخشش قرار گرفت که شجاعانه قبول کرد کل آن را در مجلس، که در آن بواسطه نمایندگی اش در آن دارای مصونیت بود، بخواند. شاید بتوان این سخنرانی را سخت‌ترین سخنرانی انتقادی علیه قرارداد کنسرسیوم در مجلس ایران دانست.

## تشکیل جامعه سوسیالیست‌ها
ملکی در اواخر دهه ۳۰ تصمیم گرفت دوباره گروه سوسیالیستی اش را راه اندازی کند. او به مدت دو سال مخفیانه جلسات منظمی با اسدالله علم، معتمدترین مشاور و دوست شاه، و وزیر کشور داشت. ملکی در یکی از این جلسات نسخه‌ای از پیش‌نویس برنامه حزب را به علم داد و از او خواست آن را به پادشاه ارائه کند و نظر او را جویا شود. علم در جریان یکی از ملاقات‌های بعدی به ملکی پیشنهاد کرد با شاه ملاقات کند. علم گفت: «اعلیحضرت خود در اعماق وجودشان سوسیال دموکرات هستند». این دومین ملاقات او با شاه بود.
ملاقات دوم ملکی با شاه در شرایط متفاوتی انجام شد. این بار شاه به مراتب قدرتمندتر بود و کنترل کامل کشور را در دست داشت. او از سوی آمریکایی‌ها زیر فشار بود تا با آوردن نیروهای تازه، به ویژه جبهه ملی، جان تازه‌ای به دولت بدهد. ملکی قرار بود در این میان نقش واسطه را بازی کند. اما مذاکرات بی‌نتیجه ماندند. هیچ‌یک از طرفین به دیگری اعتماد نداشتند، اما مثل ملاقات اول، این بار هم ملاقات با شاه به رقبای ملکی بهانه داد که او را به عنوان «عامل حکومت» مورد حمله قرار دهند.
یکی از مهم‌ترین تصمیمات خلیل ملکی، بعد از ملاقات با شاه پشتیبانی ضمنی از اصلاحات شاه (انقلاب سفید) و اصلاحات ارضی در سال ۱۳۴۱ بود − طرحی که جدا از مخالفت شدید روحانیون تندرو از جمله آیت الله خمینی، با محکومیت یا بی‌توجهی حزب توده و جبهه ملی که از سال‌ها پیش همان شعارها را می‌دادند، نیز روبرو شده بود.
او تحلیلی به نام کمیته مرکزی «جامعه سوسیالیست‌های ایران» نوشت و در آن اعلام کرد که: شاه با اتخاذ و اجرای برخی از خواسته‌ها و شعارهای اصلی اپوزیسیون، ابتکار عمل سیاسی را بدست گرفته‌است. او برآورد می‌کرد که حتی در صورت برگزاری انتخابات آزاد، سهم اپوزیسیون چیزی بیشتر از چند کرسی نخواهد بود. او بعدها در نامه‌ای به مصدق از رهبران جبهه ملی به خاطر ناتوانی در درک ماهیت و گستره اصلاحات شاه، ضعفشان در ابتکار بخرج دادن و تشکیل دولت در موقعی که موقعیت آن نصیبشان شد (دوران امینی)، و فرصت طلبی رقت انگیزشان گلایه کرد. نهایتاً ناتوانی جنبش سکولار، و ظهور آشکار رهبری روحانیون که ارزش‌هایشان با همه اعتقادات ملکی در تضاد بود، باعث شد در سال ۱۳۴۲ تصمیم به ترک ایران بگیرد.
ملکی در اواخرِ دههٔ ۱۳۳۰ مجلّهٔ علم و زندگی را منتشر می‌کرد.

## کناره گیری از سیاست و درگذشت
ملکی به همراه پسر کوچکترش به وین رفت (پسر بزرگترش در آن زمان در ایتالیا تحصیل می‌کرد). او در آنجا دچار حمله قلبی خفیفی شد و حدود یک ماه در بیمارستان بستری بود. پزشک متخصص قلب به او توصیه کرد رژیم غذایی اش را تغییر دهد و دیگر الکل ننوشد. او با نقل حکایتی از ابن سینا به پزشک جواب داد. برای ملکی هم عرض زندگی به اندازه طول آن اهمیت داشت، و به باور ملکی الکل «از ملزومات عرض دادن به زندگی» بود. علاوه بر آن، به احتمال زیاد الکل برای ملکی حکم نوعی دارو برای مبارزه با اضطراب ناشی از زندگی سیاسی اش را داشت. او در نامه‌ای به دوست و همقطار معتمدش، دکتر امیر پیشداد، نوشت: «این دکترها که از ترک الکل حرف می‌زنند، نمی‌دانند ما اینجا چه می‌کشیم.»
ملکی بعد از حدود یک سال و نیم به ایران برگشت؛ ولی بعد از اینکه با یک نماینده عضو حزب کارگر مجلس بریتانیا ملاقات کرد، بار دیگر دستگیر، و به سه سال زندان محکوم شد. رهبران سوسیالیست جهان بشدت با این حکم مخالفت کردند. بعد از حدود یک سال و نیم ساواک تصمیم گرفت که از آزار ملکی دست بردارد چون فهمید که او بیمار و در آستانه مرگ است.
ساواک در گزارشی به این نتیجه رسید که «اگر او در زندان بمیرد از او قهرمانی خواهند ساخت». به همین خاطر توصیه کرد که او عفو شود. در این زمان ملکی با استفاده از جلال آل‌احمد تماس‌های خود را با اسدالله علم ادامه داد از همین طریق از علم خواست که اسباب آزادیش را فراهم کند. این تلاش به ثمر رسید و ملکی نه تنها آزاد شد (مهر ماه ۱۳۴۵) بلکه با دخالت دفتر علم کاری در مرکز تحقیقات علوم اجتماعی به او واگذار شد. چندین بار دوستان و اقوامش او را در اطراف منزل بی‌حال یافتند.
بالاخره در ۲۲ تیر ماه ۱۳۴۸ (۱۳ ژوئیه) خلیل ملکی در گذشت. در آن زمان مردی تنها بود و فقط حدود صد نفر در مراسم تدفینش شرکت کردند. وصیت کرده بود که در احمدآباد دفنش کنند، می‌خواست نزدیک مصدق باشد. اما به دلایلی که روشن نیست خواست ملکی اجابت نشد و در قبرستان فیروز آبادی کنار مسجد فیروز آبادی شهر ری دفن شد.

### تألیف
م‍ج‍م‍وع‍ه م‍ق‍الات خ‍ل‍ی‍ل م‍ل‍ک‍ی. به کوشش رض‍ا آذری‌ش‍ه‍رض‍ای‍ی. ت‍ه‍ران: اختران، ۱۳۹۳. شابک ‎۹۷۸-۹۶۴-۲۰۷-۰۳۷-۴

### ترجمه
او علاوه بر کارهای سیاسی به ترجمه برخی از آثار غربی پیرامون جهان سوم هم پرداخت:
- ملل فقیر از پیر موسی
- جهانی میان ترس و امید از تیبورمند
- اردوگاه سوم و مسائل جهانی از رامانوهار لوهیا
- انقلاب ناتمام از ایزاک دویچر

## شمایل فرهنگی
ملکی و همسرش، صبیحه، از شخصیت‌های رمانِ کمی بهارِ شهرنوش پارسی‌پور هستند.